# Герман, Готфрид Альберт
Готфрид Альберт Герман (нем. Gottfried Albert Germann; 1773—1809) — медик, ботаник и педагог Российской империи; ординарный профессор естественной истории в Дерптском университете.

## Биография
Готфрид Альберт Герман родился 8 декабря 1773 года в городе Риге в семье субректора Рижской Домской школы, среднее образование получил в Домской школе (1782—1792), а затем слушал лекции в Йенском университете.
Он был одним из учредителей Йенского общества естествоиспытателей, в «Трудах» которого напечатал статью: «Ueber den Unterschied», des Klima’s von Livland und Thüringen, но через два года вышел из этого общества «вследствие неприятностей».
В 1795 году Герман слушал лекции в Вюрцбурге, в 1796 году — в Берлине и Киле, где изучал полгода ботанику и получил степень доктора медицины и хирургии за диссертацию: «De influxu aëris frigidi et callidi in morbos et sanitatem hominum» (Kiliae, 1796).
Вернувшись на родину, он занимался медицинской практикой в одной из деревень в Лифляндии, затем в столице Российской империи городе Санкт-Петербурге и ещё два года в Вольмаре (ныне Валмиера).
24 февраля 1802 года Готфрид Альберт Герман был приглашен в Дерптский университет, где ему было поручено преподавание естественной истории вообще и особенно ботаники, кроме того, он занимал должность директора ботанического сада, устройству которого и посвящал главным образом свои заботы.
С 1803 по 1805 год профессор Герман приводил в порядок прежний ботанический сад, а с 1806 года, когда университет получил новое место для сада, он ревностно принялся за устройство его на новом месте, но был очень стеснен недостатком средств.
В 1804 году он с шестью студентами Дерптского университета совершил путешествие по Финляндии; кроме того часто совершал небольшие поездки по Прибалтийскому краю, на которые с разрешения попечителя ему выдавались субсидии.
Готфрид Альберт Герман умер 16 ноября 1809 года в городе Дерпте (ныне Тарту).

## Избранная библиография
- «Ueber den Unterschied»
- «De influxu aëris frigidi et callidi in morbos et sanitatem hominum»
- «Reise durch Ehstland, vorzüglich botanischen Inhalts, im Sommer 1803 unternommen» (Hoppe’s Neues botanisch. Taschenb. auf das Jahr 1805);
- «Beschreibung einer neuen Art der Gattung Valeriana» («Regensb. Botan. Zeit.», 1805 № 23);
- «Verzeichniss der Pflanzen des botanischen Gartens der Kaiserlichen Universität zu Dorpat, im Jahre 1807». Dorpat, 1807, 8°.